# Noël Martin Joseph de Necker
Noël Martin Joseph de Necker ( 25 de diciembre de 1730 - † 30 de diciembre de 1793) fue médico, botánico, micólogo y briólogo belga.

## Biografía
Noël J. de Necker fue el médico de personal del príncipe del Palatinado de la corte en Mannheim.
En su aspecto de botánico, estuvo muy interesado en el estudio de los musgos sobre los que escribió varias obras. Además del "Traité sur la mycitologie" donde enumera los conocimientos existentes en su época sobre los hongos.
Describió por primera vez el género de orquídeas Dactylorhiza de la familia Orchidaceae.

## Honores

### Eponimia
Género de musgos
- Neckera de la familia Neckeraceae, se nombró en su honor. Son musgos que se desarrollan sobre plantas, sobre todo árboles, de forma rampante o también colgante.

## Obras
- Deliciae gallobelgicae silvestres, seu Tractatus generalis plantarum gallo-belgicarum. 2 tomos, 1768
- Methodus Muscorum per Clases, Ordines, Genera (Juniperus dilatata & Juniperus sabina var. tamariscifolia) Necker, Noël Joseph de. Mannheim. 1771
- Physiologia muscorum, per examen analytic Necker, Noël Joseph de. 1774
- Traité sur la mycitologie ou Discours sur les champignons en général… 1774
- Phytozoologie philosophique, dans laquelle on démontre comment le nombre des genres & des especes, concernant les animaux & les vegetaux, a été limité & fixé par la nature. Necker, Noël Joseph de, Societatem Typographycam. 1790
- Corollarum ad Philos, botanicam Linnaei spectans Necker, Noël Joseph de, Neowedae ad Rhenum apud Societaten Typographycam. 1790
- Elementa botanica, genera genuina, species naturales omnium . . . Necker, Noël Joseph de, Societatem Typographycam. 1790

- La abreviatura «Neck.» se emplea para indicar a Noël Martin Joseph de Necker como autoridad en la descripción y clasificación científica de los vegetales.[1]